# Hamsin
Hamsin (en hebreo, חמסין) es una película dramática israelí de 1982, dirigida por Daniel Waxman, basada en un guion de Daniel Waxman, Yaakov Lipshin y Danny Verta (Nokia). La película fue filmada por el aclamado fotógrafo David Gurfinkel, y la música fue escrita por Raviv Gazit.
La trama de la película, que fue creada con la ayuda de la Fundación para el Fomento del Cine de Calidad, se desarrolla en Galilea y trata sobre las tensas relaciones entre sus habitantes árabes y los judíos encarnados en la lucha por la tierra. Gedaliah (Shlomo Tarshish), que está interesado en comprar sus tierras a sus vecinos árabes antes de que el estado también las boicotee, descubre que Khaled (Yassin Schwaff), su fiel trabajador, está teniendo una aventura con su hermana Hava (Hemda Levy), y por eso el camino hacia un final trágico es corto.

## Importancia
Se considera que la película es la primera película que confronta el conflicto árabe-israelí desde un punto de vista crítico (aunque la película para televisión Sword of the Chest a veces se cita como una película que la precedió). En consecuencia, la investigadora de cine Ella Shochat cree que él comenzó lo que ella llama en su investigación pionera "la ola palestina" en el cine israelí (que fue precedida por el cine personal y el cine heroico nacional).
La película precedió a muchas películas conocidas del cine político de la década de 1980, incluidas Behind the Bars y Aventi Popolo, que también colocaron las relaciones árabe-judías en el centro de la trama, retrataron personajes principales palestinos positivos y profundos, seleccionaron palestinos actores para interpretarlos.la película.

## Premios y reseñas
La película se proyectó en varios países de Europa, ganó el segundo premio en el Festival de Locarno, el Premio de Derechos Humanos en el Festival de Estrasburgo y los premios a Mejor Película y Mejor Director del Centro de Cine Israelí del Ministerio de Comercio e Industria (que precedió a la Premio Ophir). 
En Israel, la película fue vista por unos 100.000 espectadores en los cines,  y recibió elogios de la crítica. La película provocó un debate público bastante acalorado. El debate gira, entre otras cosas, en torno a la decisión del Council for the Review of Films and Plays de permitir su visionado únicamente a partir de los 18 años. Tras la apelación de los autores de la decisión del consejo, reconsideró su decisión y redujo la edad de visualización a 16 años.
La película ganó el Premio al Mejor Cine Israelí de 1982, en la Competencia de Cine Israelí.
En diciembre de 1989, "Hamsin" fue elegida película de la década por el Foro de Críticos de Cine.